# 1149
1149 (MCXLIX) var ett normalår som började en lördag i den julianska kalendern.

## Händelser

### Okänt datum
- Kalifen Abd-ul-mumin antar titeln emir.
- Den danske kungen Sven Grate vinner slaget vid Høje-Tåstrup.
- Den blivande svenske kungen Erik Jedvardsson gifter sig med Kristina Björnsdotter.
- Katedralen San Sepolcro färdigställs.
- Den österrikiska köpingen Vorau omnämns för första gången.
- Andra korståget tar slut.

## Födda
- Mafalda av Portugal, portugisisk infant.

## Avlidna
- Berengaria av Barcelona, drottning av Kastilien och León samt kejsarinna av Spanien.